# Johan Frans Clarin
Johan Frans Clarin, född 26 februari 1816 i Kråkshults församling, Jönköpings län, död 2 maj 1896 i Häradshammars församling, Östergötlands län, var en svensk folkmusiker och organist i Häradshammars församling. Sonen Fredrik W. Clarin var kantor i Tidersrums församling.

## Biografi
Clarin föddes 1816. Han blev organist i Häradshammars församling. Clarin spelade ofta fiol tillsammans med Olof Styrlander den yngre. Clarins notbok med kompositioner av honom själv och Styrlander, ärvde sonen Fredrik W. Clarin. Som i sin tur lämnade den till spelmannen Carl G. Lindqvist i Kisa.